# Gonodonta aequalis
Gonodonta aequalis är en fjärilsart som beskrevs av Walker 1857. Gonodonta aequalis ingår i släktet Gonodonta och familjen nattflyn. Inga underarter finns listade i Catalogue of Life.